# Alter Botanischer Garten (Tübingen)

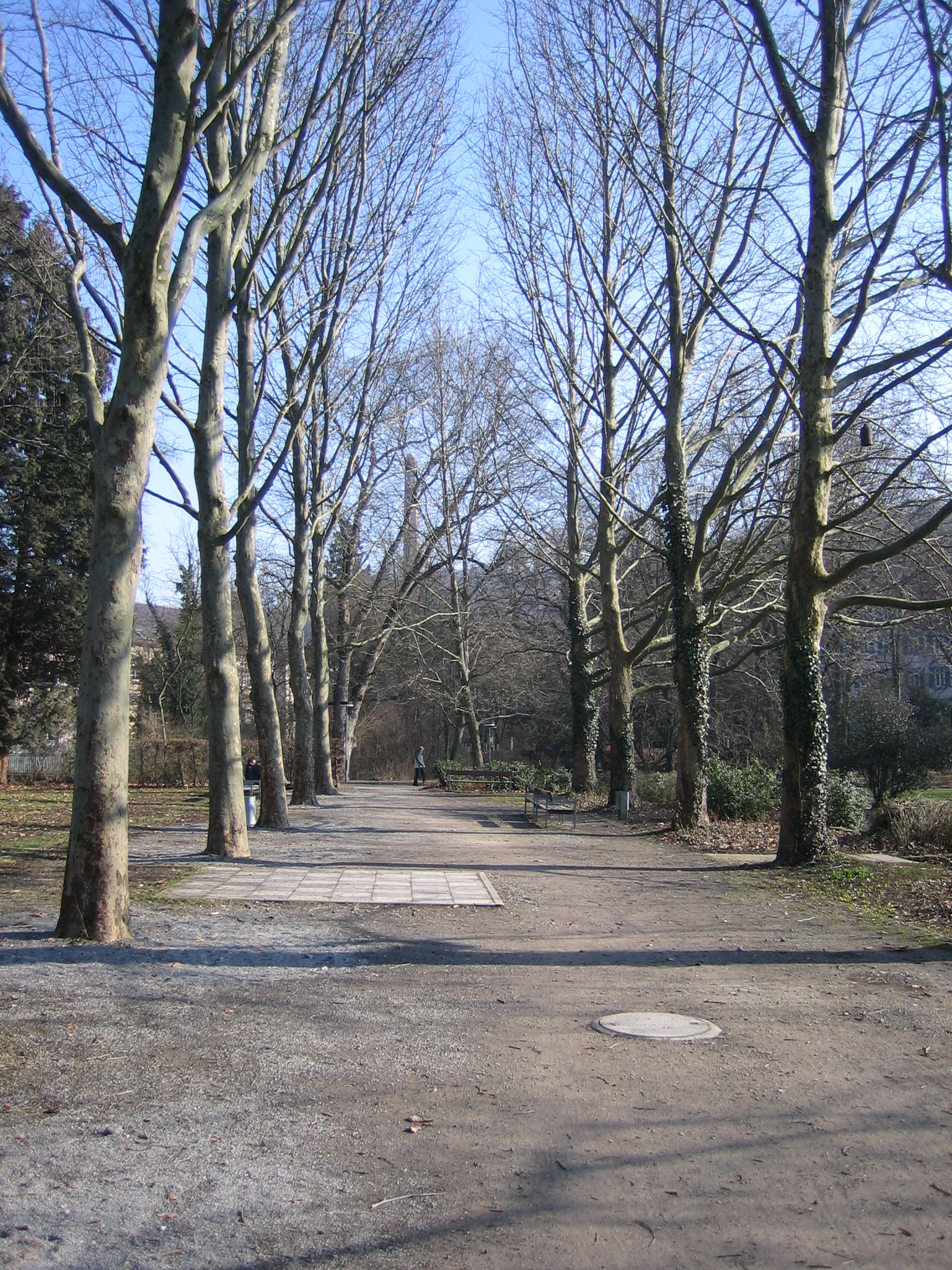
Kleine Platanenallee im Alten Botanischen Garten

Der Alte Botanische Garten in Tübingen ist gegenwärtig ein Stadtpark, der ursprünglich der Botanische Garten der Universität Tübingen war. Die Gesamtanlage gilt als Kulturdenkmal (aber nicht Naturdenkmal) und befindet sich weiterhin in Eigentum des Landes, in dessen Auftrag sie von den städtischen Betrieben gepflegt wird. Einige der Bäume sind als Naturdenkmal ausgezeichnet.

## Lage

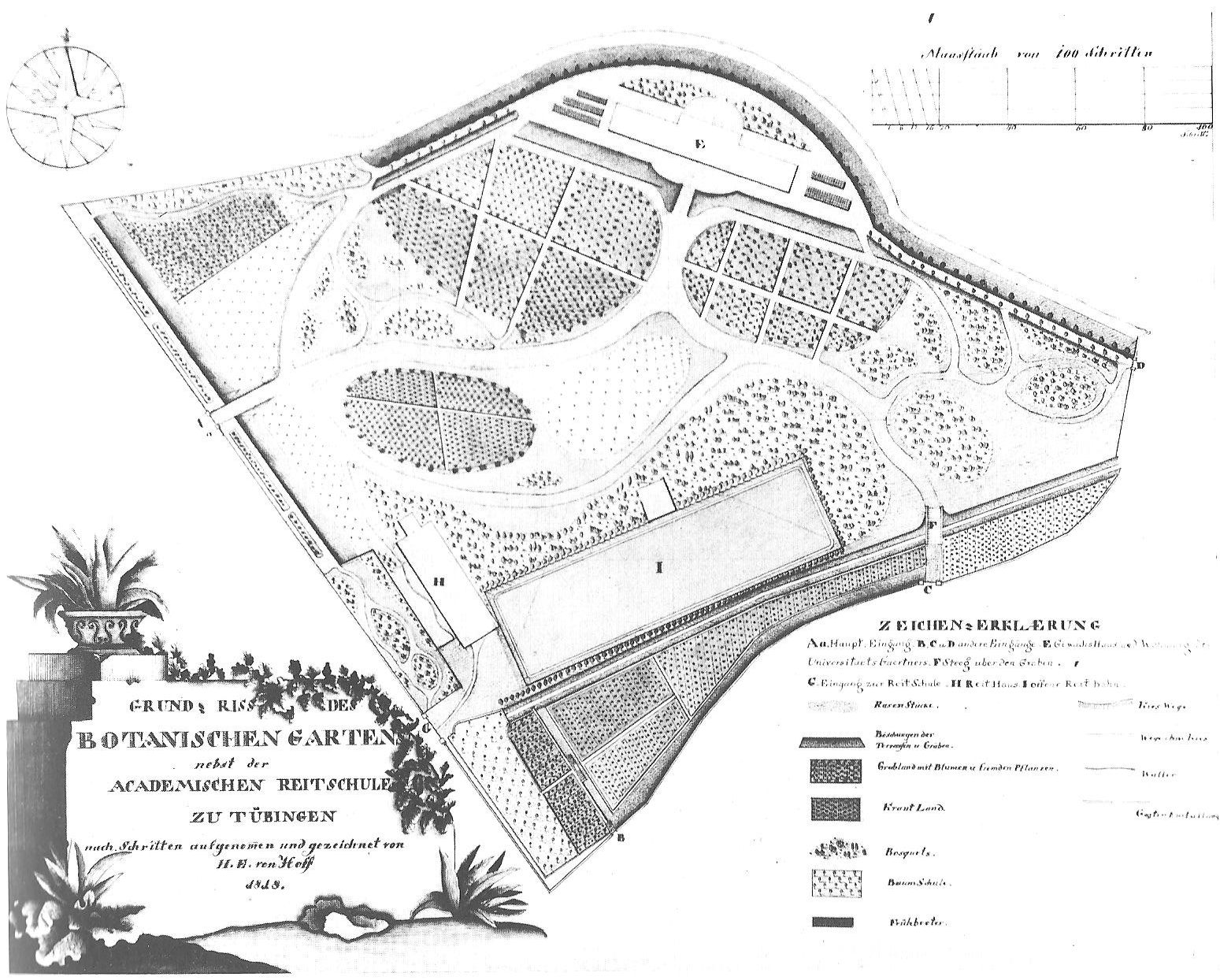
Der erste Plan des Botanischen Gartens aus dem Jahre 1818 zeigt ihn in seiner frühen Form.

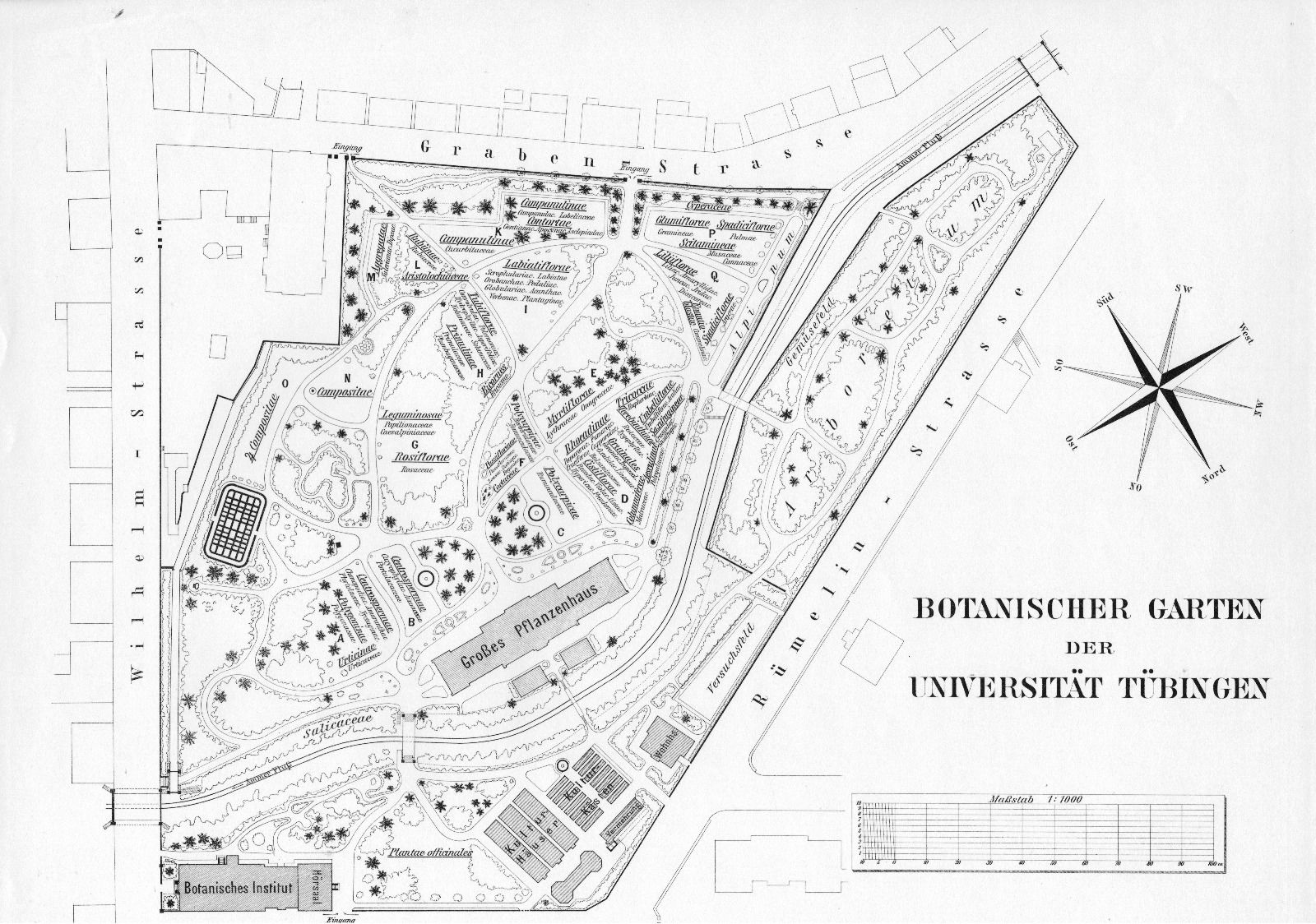
Plan des Botanischen Gartens um 1900 (Grabenstraße oben, beachte die Windrose). Großes Pflanzenhaus = das Palmenhaus.

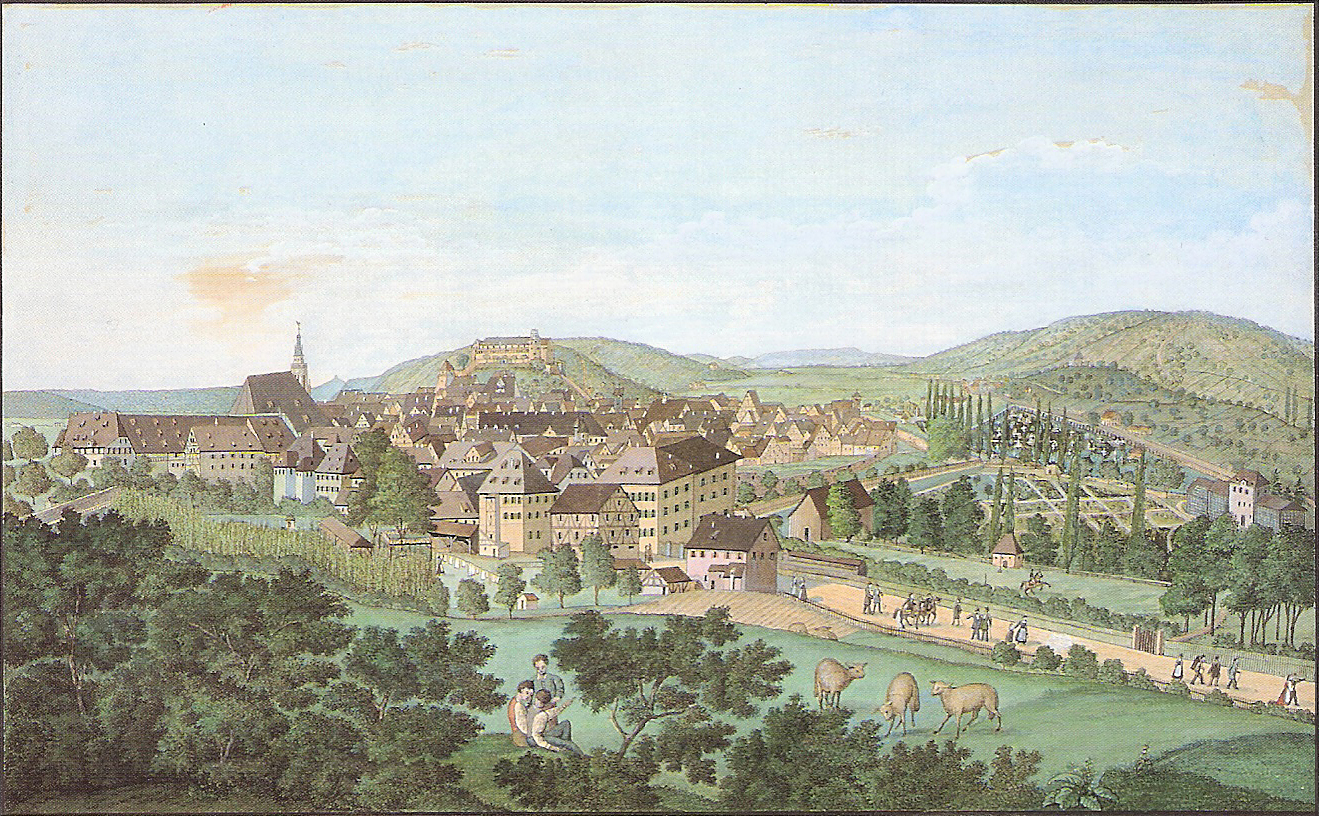
Blick vom Österberg auf Tübingen, Gouache von Hermann Baumann, 1828. Rechts Passanten auf der späteren Wilhelmstraße, dahinter der Botanische Garten, dahinter der Gottesacker. Am rechten Bildrand die Gewächshäuser.

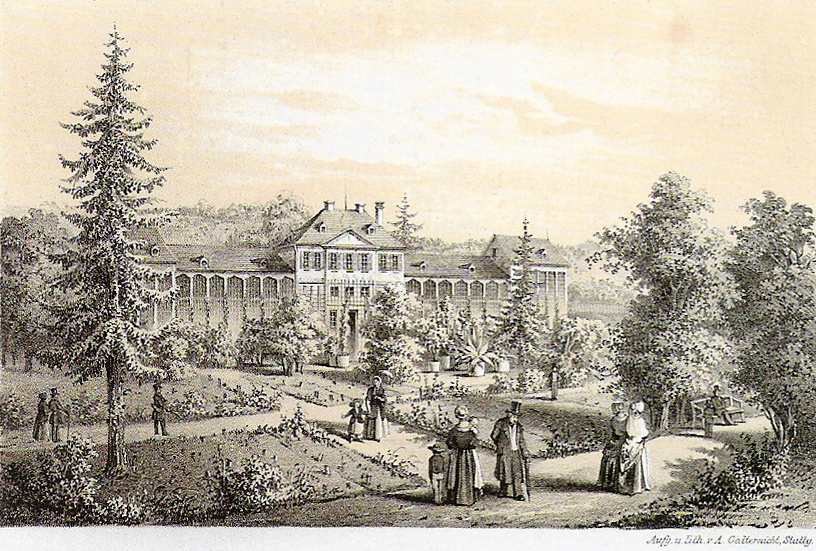
Der Botanische Garten in Tübingen, Blick auf das Gewächshaus von 1839 (Lithographie von Adam Gatternicht, ca. 1855)

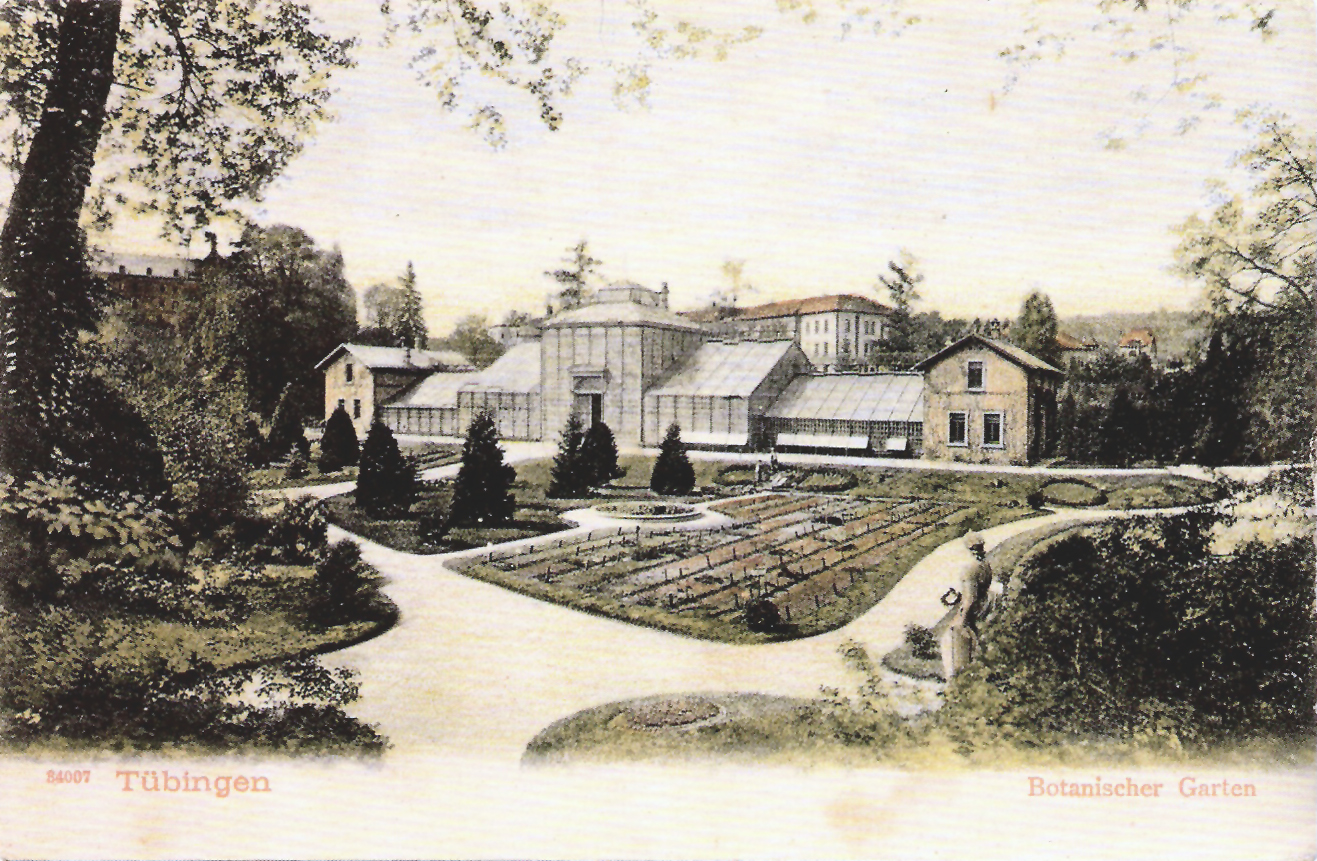
Das Palmenhaus von 1886 auf einer Ansichtskarte, 1916.

Alte Botanische Garten liegt nördlich der Altstadt zwischen der Straße Am Stadtgraben (früher Grabenstraße) am zugeschütteten Stadtgraben und der Ammer bzw. der Rümelinstraße. Im Osten schließt die Anlage die Wilhelmstraße ab, die im 19. Jahrhundert an der Stelle des alten Weges nach Lustnau entstand. Seine zentrale Lage – der Garten grenzt unmittelbar an die Altstadt Tübingens an – macht ihn sowohl für die Bewohner als auch für Besucher sehr attraktiv.
Durch den Botanischen Garten verläuft der Ammerkanal, der in der Nähe des Lustnauer Tores die Altstadt verlässt und weiter unter der Straße Am Stadtgraben (früher Grabenstraße) und dem „Museum“ sowie entlang der Wilhelmstraße wieder die Ammer erreicht. Da der Kanal ab der der Straße Am Stadtgraben überdolt wurde, ist er für die  Besucher nicht mehr sichtbar. Die Mündung des Kanals in die Ammer befindet sich zwischen der Brücke der Wilhelmstraße und der daneben liegenden Fußgängerbrücke.

## Geschichte

### Vorläufer
Der erste Botanische Garten in Tübingen wurde am Nonnenhaus von dem Arzt und Botaniker Leonhart Fuchs, der ab 1535 Professor in Tübingen war und im Nonnenhaus wohnte, als Heilpflanzengarten angelegt. Die Standorte der Gärten wechselten mehrmals.

### Entstehung
Der heutige Alte Botanische Garten geht auf den Herzog Friedrich zurück, der in einem Dekret von 1804 die Anlage anordnete und Carl Friedrich Kielmeyer mit dem Aufbau beauftragte. Der Garten entstand zwischen 1806 und 1809 an einer Stelle, an der sich bereits Anfang des 17. Jahrhunderts der sogenannte Tummelgarten befand, der von den adeligen Studenten des Collegium Illustre für Kämpfe und Turniere genutzt wurde. In dem südöstlichen Bereich befand sich die Reitschule (parallel zur Grabenstraße) und die Reitbahn (entlag dem Ammerkanal, der damals offen durch den Garten floss). Diese Bauten wurden später durch die Reithalle in der Wilhelmstraße ersetzt. Im hinteren Teil des Gartens, an der Ammer, wurde ein langes Gebäude mit vier Gewächshäusern errichtet.

### Entwicklung
Im Jahr 1839 wurde der bisherige Gewächshaus-Komplex durch ein großes Gewächshaus aus Stein und Glas ersetzt. Es wurde „Palmenhaus“ oder auch „Orangerie“ genannt.
Als der Botanische Garten entstand, befand sich auf der nördlichen Seite der Ammer im westlichen Teil der Gottesacker – der damalige Stadtfriedhof. Der Friedhof war bald überfüllt und nachdem der neue Stadtfriedhof 1829 eröffnet worden war, wurden Beerdigungen auf diesem sehr schnell aufgegeben. Um 1850 wurde er mit dem Botanischen Garten zu einer Einheit integriert, indem auf seinem Gelände ein Arboretum eingerichtet wurde. Nicht eingeweihte Besucher merken nicht, dass es sich ursprünglich um verschiedene Anlagen handelte.
Im Juni 1865 fand in dem Palmenhaus eine Gewerbeausstellung statt, die auch König Karl auf seiner Huldigungsreise durch Württemberg besuchte. Von den Fotografen präsentierten dort ihre Arbeiten nur Carl Baumann und sein Sohn Carl Immanuel.
1885/86 wurde das 1839 errichtete Palmenhaus durch ein neues Palmenhaus ersetzt, das zwar aus Glaspaneelen und Metallverstrebungen bestand, aber Stilelemente der Neurenaissance und des Jugendstils enthielt. Sein Sockel war aus Gönninger Tuffsteinen gebaut. Das in Südwestdeutschland einzige Bauwerk dieser Art orientierte sich architektonisch am großen Kristallpalast der ersten Weltausstellung in London (1851).
Im Botanischen Garten existierte auch ein Wasserpflanzenbehälter. 1899 wurde der bisherige durch einen neuen, größeren Behälter ersetzt.
Der Botanische Garten war umzäunt. Der Haupteingang befand sich ungefähr in der Mitte der Grabenstraße, einen Hintereingang für die Mitarbeiter gab es neben dem Gebäude Wilhelmstraße 5 (Botanisches Institut). Für das Publikum war der Garten inklusive der Gewächshäuser und der Sammlungen, die sich im Botanischen Institut befanden, an Werktagen zwischen 6:00 und 19:00 Uhr geöffnet.
1970 wurde der neue Botanische Garten in der Nähe des Botanischen Instituts auf der Morgenstelle eröffnet. Der bisherige, nun der Alte Botanische Garten, wurde von der Universität der Stadt zur Verfügung gestellt, die ihn zum Stadtpark umgestaltete. Trotz zahlreicher Bürgerproteste fiel das Palmenhaus der städtebaulichen Ignoranz zum Opfer – es wurde abgetragen, obwohl es als eines der wenigen damals noch erhaltenen Exemplare eines Glas-Eisen-Baus in Süddeutschland klassifiziert war, bei dem die Möglichkeiten der Glas-Eisen-Architektur darüber hinaus besonders rein ausgebildet waren.
2016 erhielt das Land zur Sanierung des Parks etwa 250.000 € aus dem Nachlass der verstorbenen Buchhändlerinnen Julie Gastl und Gudrun Schaal, der früheren Eigentümerinnen der Buchhandlung Gastl.

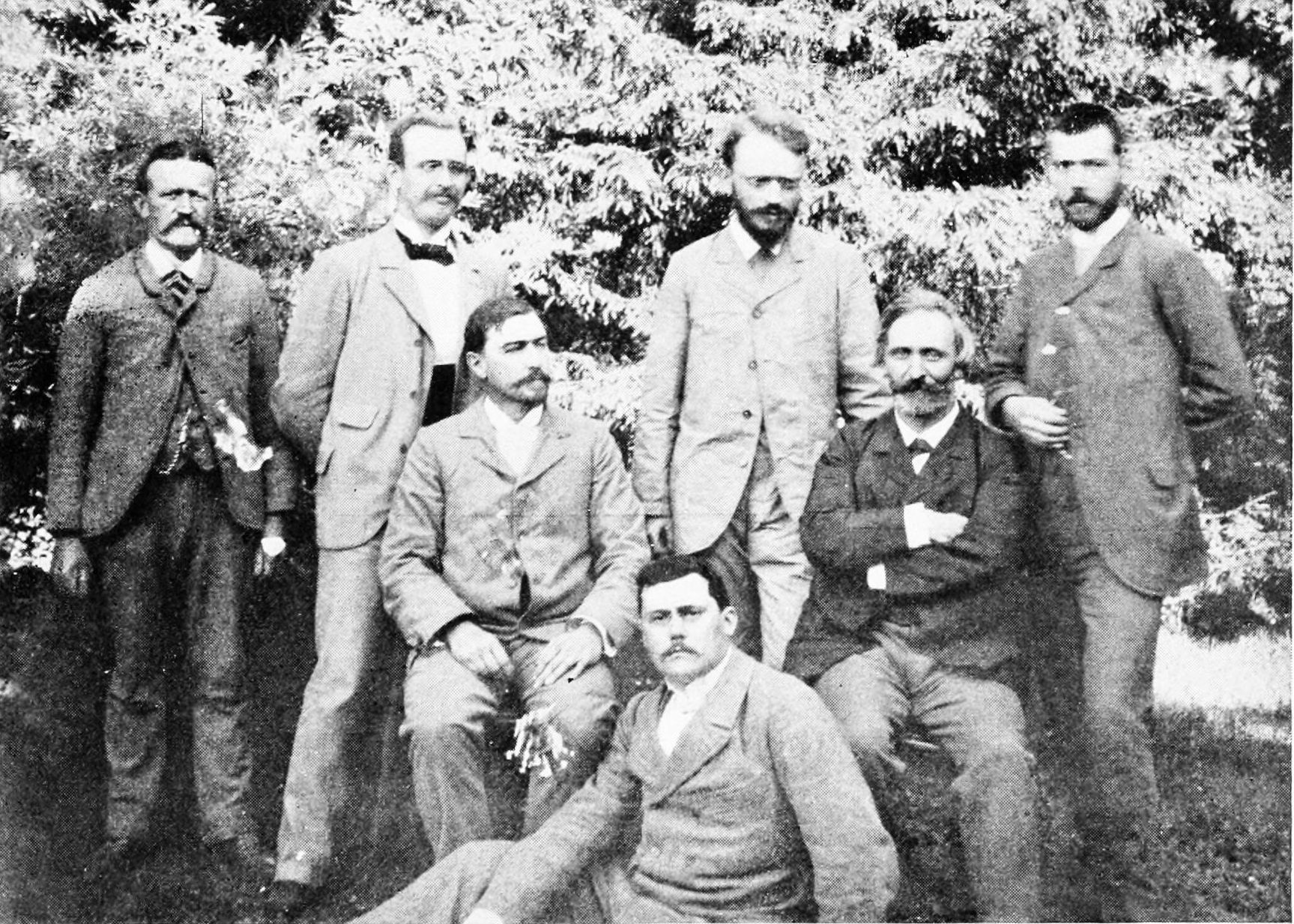
Hermann Vöchting (sitzend rechts) mit anderen Mitarbeitern des Botanischen Gartens, 1896

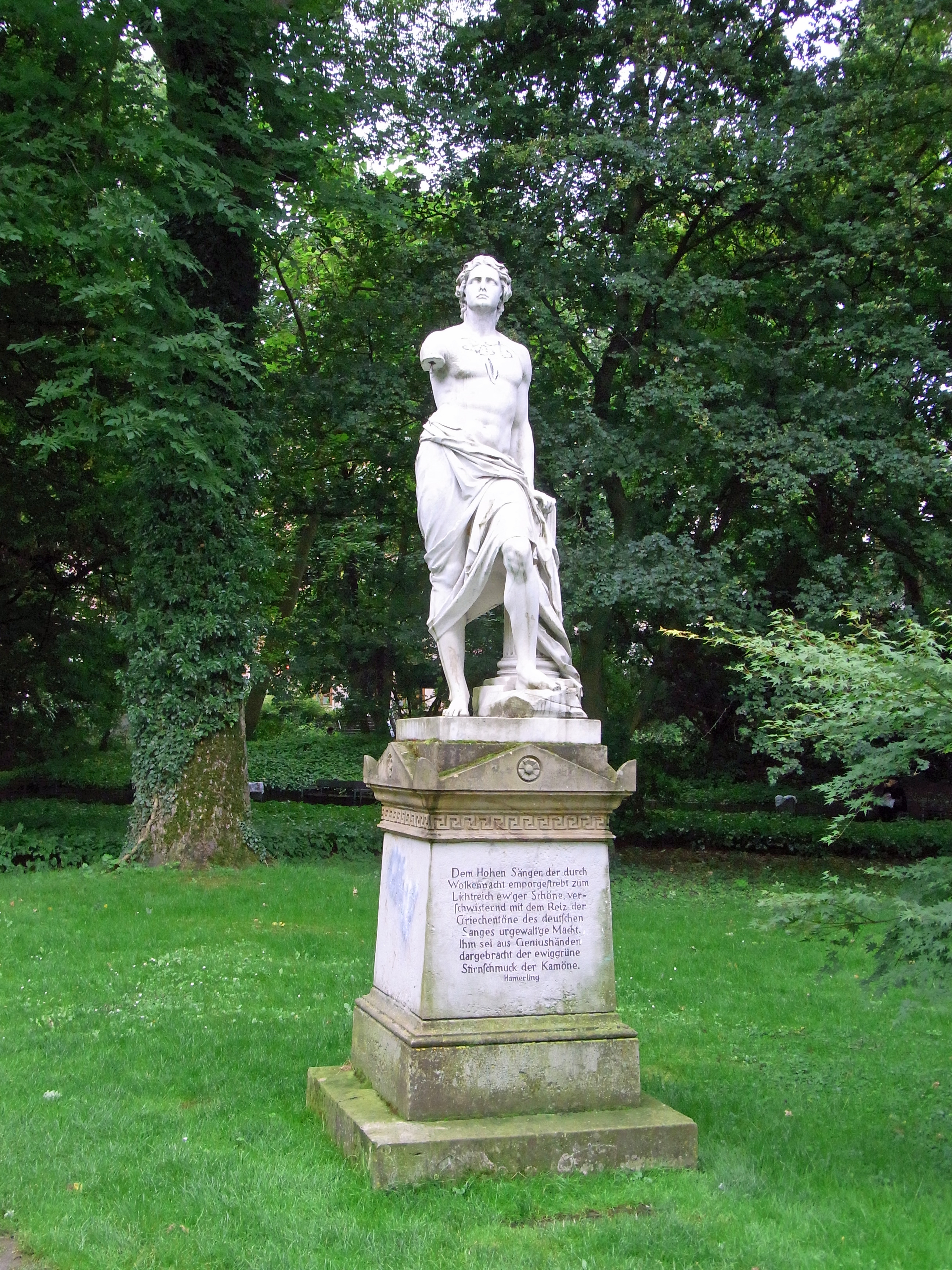
Hölderlin-Denkmal

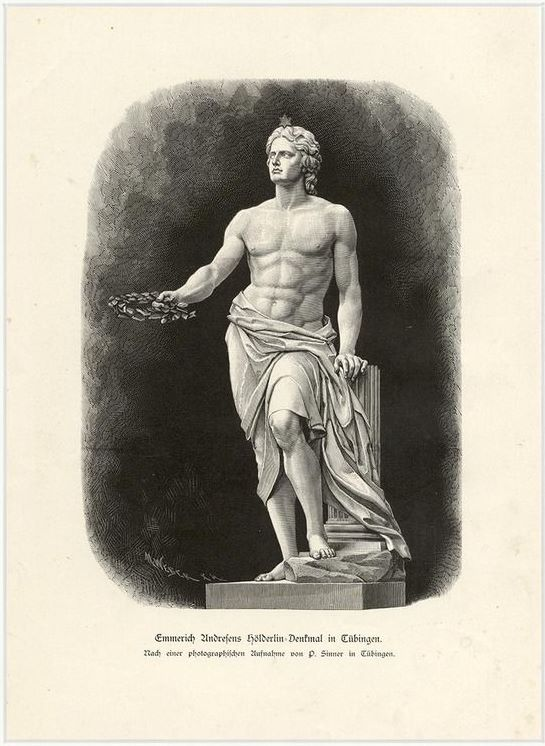
Das noch unbeschädigte Hölderlin-Denkmal, Holzstich nach einer Fotografie von 1881

## Bekannte Mitarbeiter
- Der Botaniker Wilhelm Christian Hochstetter (ein Bruder des Botanikers Ferdinand von Hochstetter) kümmerte sich als Universitätsgärtner und „Inspektor“ in der zweiten Hälfte des 19. Jahrhunderts um den Garten.[9]
- Hermann Vöchting war als Leiter des Botanischen Instituts ab 1887 auch Chef des Botanischen Gartens.
- Der Pflegearbeiter Christian Schmid war knapp 43 Jahre lang beschäftigt, von seiner Anstellung am 30. März 1886 mit einer kurzen Unterbrechung bis 1930. Er wurde nicht nur von den Mitarbeitern geschätzt, sondern war als immer freundlicher und fleißiger Mann auch vielen Besuchern bekannt, die ihn „Schwägerle“ nannten. 1927 wurde er nicht nur von der Leitung und der württembergischen Regierung, sondern auch von dem Reichspräsidenten Paul von Hindenburg gewürdigt.[10]
- Carl Correns arbeitete in den Jahren 1894 bis 1902 als Privatdozent an Pflanzenkreuzungen in dem Garten. Aufgrund dieser Versuche gelang es ihm, die wiederentdeckten Mendelschen Regeln neu zu formulieren.
- Ernst Lehmann, Chef in den 1930er Jahren.

## Inventar
Im Bereich, der an den Spielplatz angrenzt, gibt es eine alte Buche. Die Buche, die aus der Zeit vor 1770 stammt und also älter als der Garten ist, ist eine der ältesten Buchen in der Region und gilt als Naturdenkmal. Die mächtige Buche, deren Stamm 540 cm Umfang übersteigt, wurde zum Schutze der hoch ragenden Wurzeln umzäunt. Der Wurzelbereich wird einmal im Jahr tiefengedüngt und tiefengelockert.
Im Garten befinden sich zwei Fußgängerbrücken über die Ammer, die nach 1850 erbaut worden sind. Die westliche wurde 2022/23 durch eine neue ersetzt. Die dritte Fußgängerbrücke, die in den 1970er Jahren erbaut worden ist, befindet sich unmittelbar neben der Brücke der Wilhelmstraße und gehört zum Zug des Fußgängerweges, der eine leichte Abkürzung zur Altstadt bildet.
Am östlichen Rand der Grünfläche steht seit 1881 das Hölderlin-Denkmal, eine Marmorskulptur, die Emmerich Andresen bereits 1872 für die Weltausstellung 1873 in Wien geschaffen hatte. Das Bildnis stellt nicht den Dichter Friedrich Hölderlin dar, sondern den „Genius des Ruhms“, der dem Dichter einen Lorbeerkranz reicht. Die Statue hielt den Lorbeerkranz ursprünglich in der rechten Hand, jedoch fehlt heute der rechte Arm. Die Inschrift auf dem Sockel ist ein Text des österreichischen Schriftstellers Robert Hamerling.
Auf dem Gelände befindet sich noch eine zweite Skulptur: Der Schlangenthron, eine Sandstein-Skulptur aus dem Jahre 1986 von Helga Janzen-Allgaier (* 1941).
An der Stelle des im Jahr 1970 abgerissenen Palmenhauses befindet sich eine leichte Erhöhung und eine kleine Platanenallee. In der Mitte des Gartens befindet sich eine freie Grünfläche, ringsum stehen Bäume.
Im westlichen Teil befindet sich ein Spielplatz, der in den 1970er Jahren angelegt wurde. 2007 wurde der Spielplatz durch eine Elterninitiative völlig neu gebaut.
Im Süden, an der Ecke Wilhelmstraße/Am Stadtgraben, steht das 1821 erbaute „Museum“, in dem neben dem Sitz der Museumsgesellschaft ein Kino und ein Restaurant untergebracht sind.

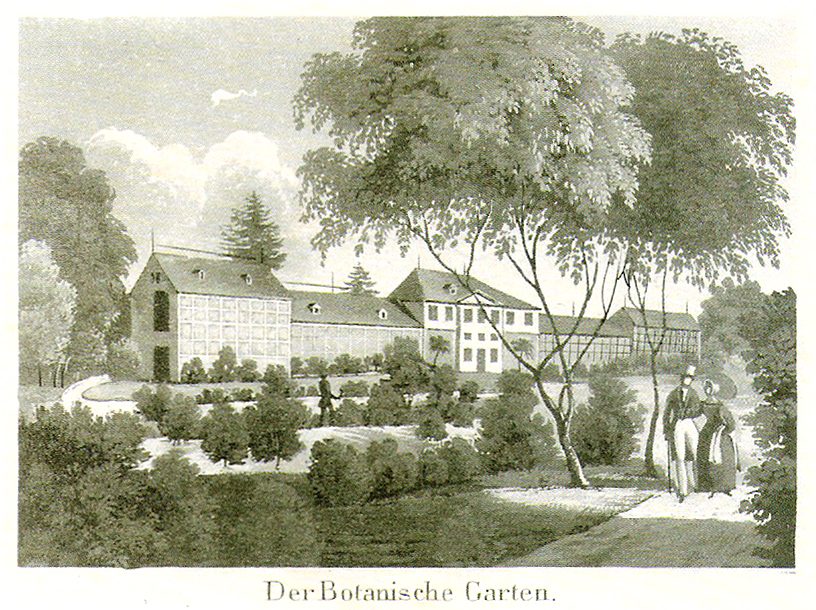
Der Botanische Garten mit dem ursprünglichen Gewächshaus-Komplex, Aquatinta-Radierung, um 1830
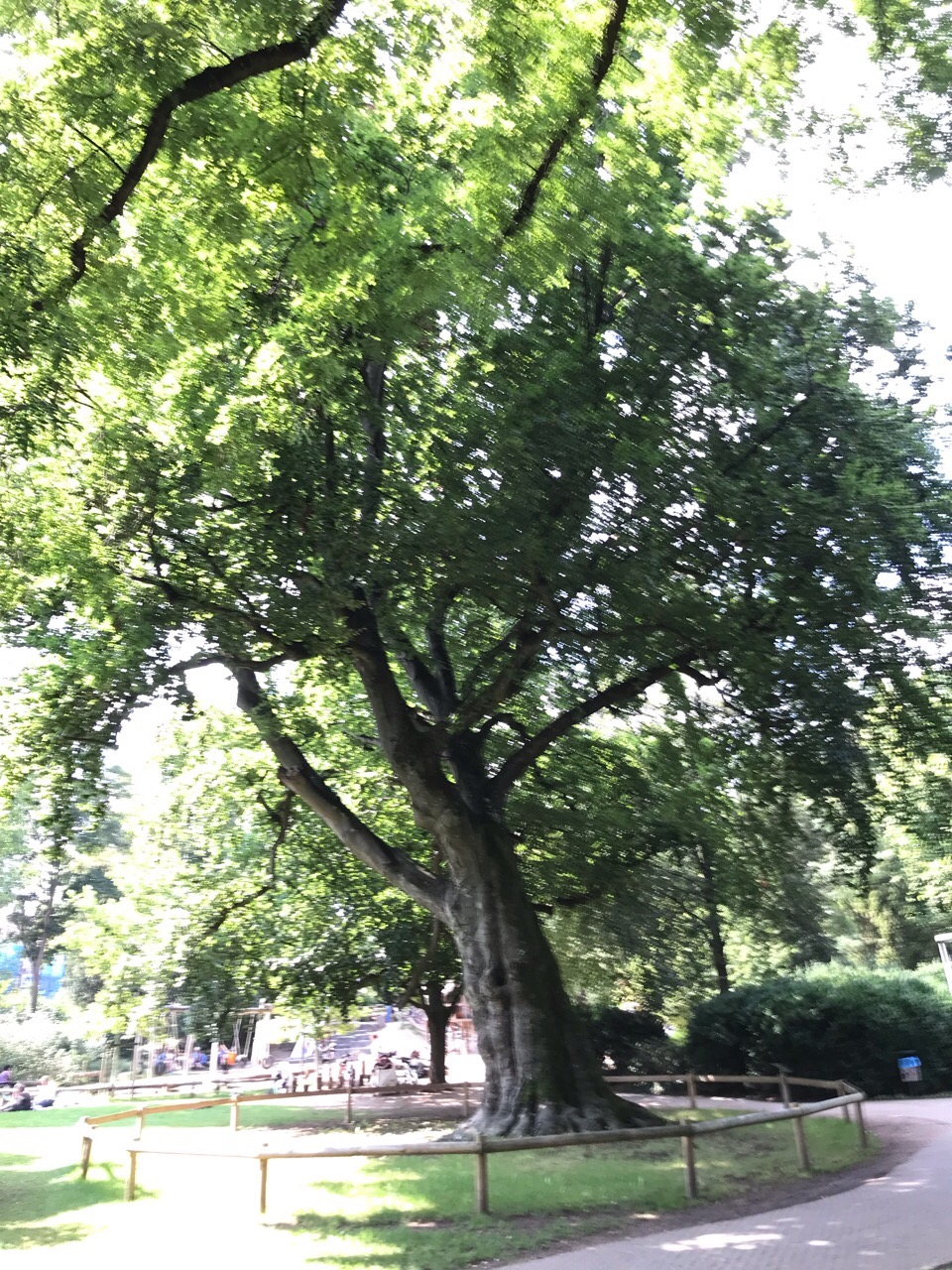
Die alte Buche
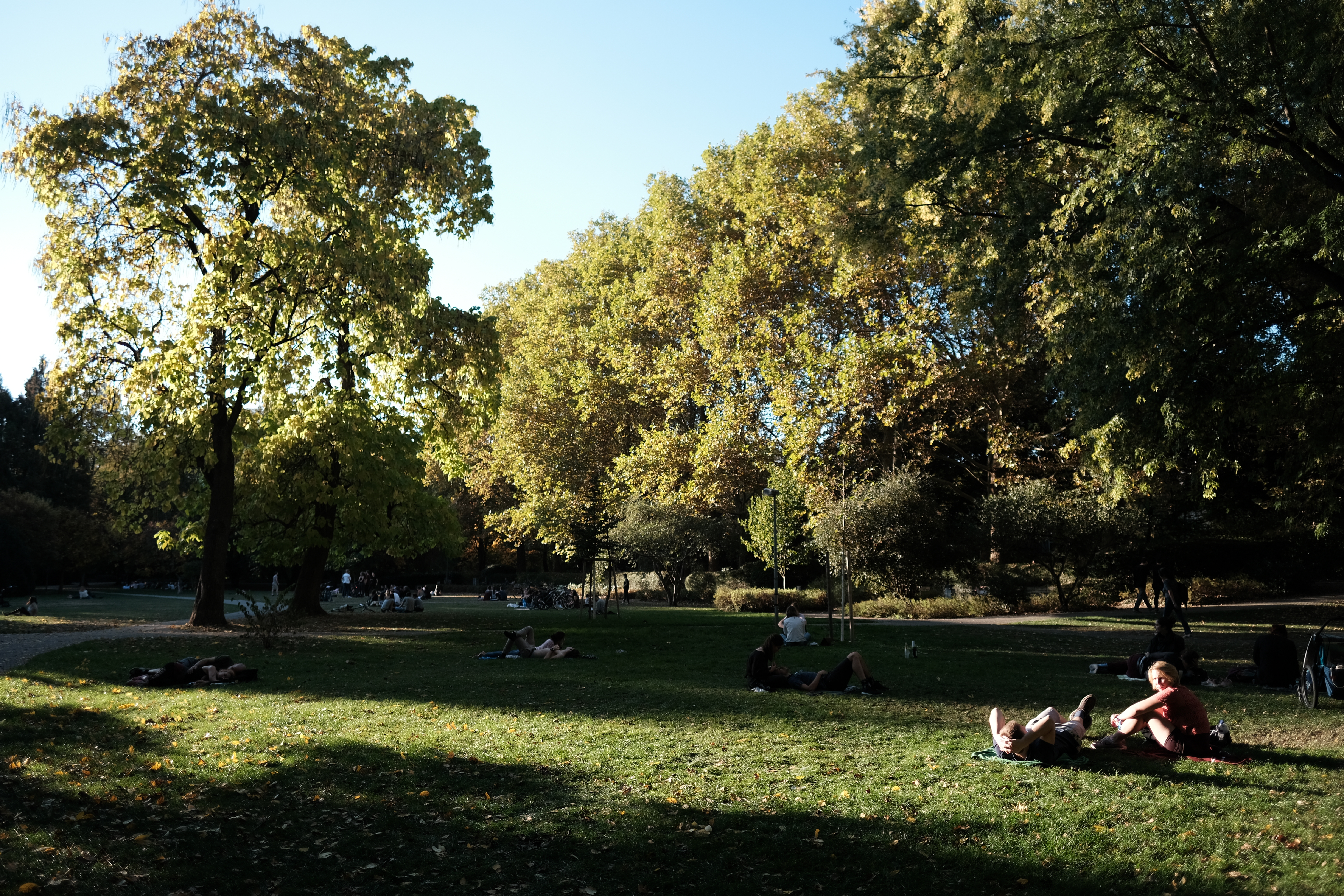
Grünfläche in der Mitte des Alten Botanischen Gartens